# Kanpur (stad)
Kanpur is een grote stad in India, gelegen aan de oevers van de rivier de Ganges in de deelstaat Uttar Pradesh. De stad heette vroeger Cawnpore. Kanpur had bij de volkstelling van 2001 2.532.138 inwoners, waarmee het de grootste stad van Uttar Pradesh vormt. De voorsteden Jajmau en Bithoor worden in oude tijden al genoemd als belangrijke steden aan de Ganges.
Kanpur is de hoofdstad van het district Kanpur Nagar en tevens van de divisie Kanpur.
De stad is als sinds de 19e eeuw een belangrijke textielproducent en is verder een belangrijke vestigingsplaats van leerlooierijen en producenten van militaire uitrustingen.

## Geboren
- Bob Woolmer (1948-2007), Engels cricketspeler en -coach